# أدلفين فليتشر تيري
أدلفين فليتشر تيري (بالإنجليزية: Adolphine Fletcher Terry)‏ (1882–1976) هي ناشطة سياسية واجتماعية أمريكية في ولاية أركنساس. استفادت تيري من موقعها داخل مجتمع ليتل روك في إحداث تغييرات في القضايا المتعلقة بالعدالة الاجتماعية وحقوق المرأة والمساواة العرقية والإسكان والتعليم. تذكر فليتشر أكثر من غيرها لدورها المهم في لجنة الطوارئ النسائية لافتتاح المدارس التي كانت مسؤولة في المقام الأول عن إعادة افتتاح نظام المدارس العامة في ليتل روك، أركنساس في عام 1958. وفي «استطلاع الألفية» الذي أُجري عام 2000، صنفت جمعية أركنساس التاريخية تيري كواحدة من أهم 15 شخصية في تاريخ الولاية.

## حياتها المبكرة والتعليم
وُلدت تيري في ليتل روك، أركنساس، في 3 نوفمبر من عام 1882، لعائلة بارزة اجتماعيًا وسياسيًا. كانت ابنة جون غولد فليتشر، وهو مواطن من ولاية أركنساس وضابط كونفدرالي. انتُخب ليكون أول عمدة في مقاطعة بولاسكي وشغل بعد ذلك منصب عمدة ليتل روك (من1875 إلى 1881). كانت والدة تيري هي أدلفين كراوس، ابنة تاجر كبير ومهاجر ألماني في ليتل روك. كان لدى تيري أخ وأخت أصغر سنًا منها وهما: جون غولد فليتشر الشاعر الحائز على جائزة بوليتزر وماري فليتشر درينان.
اضطرت والدة تيري قبل زواجها من جون غولد فليتشر، إلى ترك المدرسة والتخلي عن حلمها في الحصول على مهنة في الموسيقى من أجل رعاية أمها وإخوتها المرضى. وبسبب هذه التجربة، أصبحت أدلفين كراوس شديدة الحماية لأطفالها وشجعتهم على الإنجازات التعليمية.
اشترت عائلة فليتشر في عام 1889 المنزل السابق لألبرت بايك في في ليتل روك، أركنساس. كان المنزل يضم كلية أركنساس للطالبات، فاضطر فليتشر إلى إجراء تحسينات كبيرة لإعادته إلى سكن مناسب للعائلة. ستكبر تيري وتتزوج وتعيش معظم حياتها المتبقية في ذلك المنزل، الذي كان بمثابة المقر الرئيسي لنشاطاتها لاحقًا وأصبح يعرف باسم بايك فليتشر تيري هاوس.
استرجعت تيري في سيرتها الشخصية غير المنشورة «درسًا مبكرًا في العدالة» أثر على نظرتها للعلاقات العرقية. إذ اتهمت ابنة عمها صبيًا أسود يعمل كخادم في المنزل بسرقة خاتمها وطالبت باعتقاله، لكنها وجدت الخاتم لاحقًا في فستانها. في ذلك الوقت كان يمكن أن تنتهي فيه مثل هذه التهمة على الخادم بشكل سيء جدًا، لكن ابنة عمها تابعت يومها دون الإحساس بالذنب. أدركت تيري كيف كاد أن يعرّض هذا الاتهام حياة الصبي للخطر، ولم تنسَ هذا الحادث أبدًا.
دخلت تيري الكلية في سن 15 عامًا بعد تخرجها في مدرسة بيبودي الثانوية في عام 1898مثل العديد من النساء المتميزات في زمنها. وتنفيذًا لرغبة والدتها، أصبحت ثاني طالبة من ولاية أركنساس تلتحق بكلية فاسار المرموقة في بكبسي، نيويورك. جعل المنهج التدريسي المتبع في فاسار تيري مهتمة في قضايا المجتمع في وقتها، وعلّمها التفكير بشكل مستقل وزرع بذور النشاط الاجتماعي في حياتها. تخرجت تيري من الجامعة عام 1902 وعادت إلى أركنساس وكانت: «مستعدة لتغيير العالم وظلت تحاول القيام بذلك حتى يوم وفاتها»، وذلك وفقًا لصديقها القاضي إدوين دونواي.

## حياتها العامة ونشاطها الاجتماعي
شاركت تيري في العديد من النوادي والأنشطة المحلية مثل العديد من النساء الأخريات في وقتها بعد وقت قصير من عودتها من الكلية. لكنها لم تكن راضية عن مجرد حضورها للحفلات وشعرت بالرغبة في الانضمام إلى النوادي وإشراك نفسها في تلبية احتياجات مجتمعها. كرّست حياتها لذلك وأصبحت تيري بطلة لأسباب صغيرة وكبيرة على حد سواء، واستخدمت موقعها لمساعدة الآخرين الأقل حظًا منها.